# 滨豇豆
滨豇豆（学名：Vigna marina）为豆科豇豆属的植物。分布于热带地区、台湾岛以及中国大陆的海南等地，常生于海边沙地，目前尚未由人工引种栽培。